# Wayne Swan
Wayne Maxwell Swan (Nambour, Queensland, 30 de junio de 1954) es un político australiano, presidente del Partido Laborista desde 2018. 
Anteriormente fue Vice primer ministro de Australia y Ministro del Tesoro.

## Trayectoria política
Swan fue elegido por primera vez para la Cámara de Representantes de Australia en 1993 por el distrito de Lilley en Queensland, aunque perdió esa banca en 1996. La recuperó en 1998 y la representó hasta su retiro en 2019. 
Tras la victoria del Laborismo en 2007, el primer ministro Kevin Rudd lo nombró Tesorero de Australia, cargo en el que permaneció durante la crisis financiera de 2008 y la Gran Recesión.
En 2010, luego de que Julia Gillard asumiera como primera ministra, Swan fue elegido como líder adjunto del Laborismo y posteriormente juró como vice primer ministro.En junio de 2013 renunció al gabinete.